# Bonn (muziekproducent)
Kristoffer Jan Patrik Fogelmark (Stockholm, 5 juni 1990), beter bekend onder zijn artiestennaam Bonn, is een Zweedse songwriter en muziekproducent.

## Loopbaan
Fogelmark schreef voor de boyband One Direction verschillende nummers, waaronder Back for You en Last First Kiss. Hij is vooral bekend geworden door de vernoeming van zijn artiestennaam onder de single High on Life, een hit van dj Martin Garrix die Fogelmark schreef. Nadat deze single vijf maanden in de Nederlandse Top 40 had gestaan, werkte Fogelmark opnieuw samen met Garrix. Hieruit ontstond de single No Sleep, waaronder bovendien zijn naam stond. Verder nam hij de zangpartij voor zijn rekening in het lied More Than You Know van het Zweedse muziekduo Axwell Λ Ingrosso. Fogelmark werkte mee aan twee nummers uit het postuum uitgebrachte album Tim van de Zweedse dj Avicii, waaronder de door hem geschreven nummer 1-hit SOS.

## Discografie
| Lied                                       | Verschijnen      | Album                                  | Hitlijsten | Hitlijsten | Hitlijsten  | Hitlijsten  | Hitlijsten   | Hitlijsten   | Opmerkingen          |
| Lied                                       | Verschijnen      | Album                                  | BE (VL)    | BE (VL)    | NL (Top 40) | NL (Top 40) | NL (Top 100) | NL (Top 100) | Opmerkingen          |
| Lied                                       | Verschijnen      | Album                                  | Piek       | Weken      | Piek        | Weken       | Piek         | Weken        | Opmerkingen          |
| ------------------------------------------ | ---------------- | -------------------------------------- | ---------- | ---------- | ----------- | ----------- | ------------ | ------------ | -------------------- |
| More Than You Know (met Axwell Λ Ingrosso) | 27 mei 2017      | More Than You Know (Axwell Λ Ingrosso) | 4          | 24         | 3           | 25          | 14           | 35           | 2× Platina in België |
| High on Life (met Martin Garrix)           | 29 juli 2018     | —                                      | tip1       |            | 12          | 23          | 19           | 34           |                      |
| No Sleep (met Martin Garrix)               | 21 februari 2019 | —                                      | 41         | 10         | 16          | 20          | 38           | 22           | Alarmschijf          |
| Home (met Martin Garrix)                   | 16 augustus 2019 | —                                      | —          | —          | 21          | 10          | 94           | 1            | Alarmschijf          |

### NPO Radio 2 Top 2000
| Nummer met noteringen in de NPO Radio 2 Top 2000 | '19  | '20  |
| ------------------------------------------------ | ---- | ---- |
| High on Life (met Martin Garrix)                 | 1383 | 1949 |

1. ↑  Een vetgedrukt getal geeft de hoogste notering aan.
2. ↑  2019 was het eerste jaar met een notering voor dit nummer.
3. ↑  Deze tabel is bijgewerkt tot en met de laatste editie (2024).